# Phillips 66 Company
Phillips 66 Company es una empresa multinacional estadounidense, con sede en Houston, Texas. Dedicada al sector energético, fue creada como filial de ConocoPhillips para sus activos downstream y midstream. Phillips 66 cotiza en la New York Stock Exchange desde el 1 de mayo de 2012, con el símbolo bursátil PSX. Tiene alrededor de 13 500 empleados en los más de 45 países en los cuales opera. A fecha de 2014, Phillips 66 ocupa el puesto número 6 del ranking  de Fortune 500 y el número 19 del Fortune Global 500.